# Liste des œuvres d'art de Vitry-sur-Seine
Cet article recense les œuvres d'art public de Vitry-sur-Seine, en France.

## Généralités
La municipalité de Vitry-sur-Seine compte un peu plus d'une centaine d'œuvres d'art contemporain, implantées un peu partout dans la ville, notamment dans les établissements d'enseignement public (écoles, collèges et lycées).

## Liste

### Fontaines
Parmi les fontaines de la ville :
- Fontaine en acier inoxydable, Philolaos (1982 ; rue Auber, ensemble immobilier)
- Fontaine en bronze, Joan Gardy Artigas (1971 ; place de la Heunière ; 48° 47′ 31″ N, 2° 23′ 20″ E)
- Fontaine en granit, Morice Lipsi (1975 ; avenue de l'Abbé-Roger-Derry ; 48° 47′ 26″ N, 2° 23′ 36″ E)

### Installations murales
Installations murales :
- Céramique en carreaux émaillés, Shusaku Foujino (1970 ; 14 avenue Lucien-Français, ensemble immobilier ; 48° 47′ 10″ N, 2° 23′ 15″ E)
- Céramique sur pierre de lave, Christian Bonnefoi (2006 ; 53 rue Jules-Lagaisse, crèche multi-accueil ; 48° 47′ 47″ N, 2° 22′ 53″ E)
- Eléments en métal laqué, Hélène Lhote (2011 ; 129-131 rue Édouard-Tremblay ; 48° 47′ 03″ N, 2° 22′ 34″ E)
- Ginko, Frédérique Lucien (2008 ; carrefour de la Libération ; 48° 47′ 33″ N, 2° 23′ 10″ E)
- Impression jet d'encre sur toile batiline, Agnès Pezeu (2006 ; 99 avenue Rouget-de-Lisle ; 48° 46′ 45″ N, 2° 23′ 44″ E)
- Impression jet d'encre sur toile batiline, Agnès Pezeu (2009 ; 24 rue Pierre-Semard ; 48° 48′ 01″ N, 2° 24′ 13″ E)
- Inox évidé et laqué, Jean-Bernard Métais (2012 ; 57 rue Charles-Fourrier, école Montesquieu ; 48° 48′ 09″ N, 2° 24′ 19″ E)
- Mur sculpté en briques et grès émaillé, Klaus Schultze (1980 ; 10 allées du Puits-Farrouche, centre médico-psychologique ; 48° 47′ 27″ N, 2° 23′ 23″ E)
- Ombres portées, Bernard Moninot (2011 ; 143 rue Constant-Coquelin ; 48° 46′ 34″ N, 2° 23′ 59″ E)
- Panneaux de façade, galets de rivière, Serge Guillou (1972 ; 6 rue Pierre-et-Marie-Curie ; 103 avenue Rouget-de-Lisle, collège François-Rabelais ; groupe scolaire Victor-Hugo ; 48° 46′ 52″ N, 2° 23′ 30″ E)
- Panneaux de façade, sérigraphie sur panneaux métalliques, Bernard Rancillac (1976 ; 35 rue Charles-Infroit, centre d'aide par le travail ; 48° 47′ 48″ N, 2° 23′ 46″ E)
- Panneaux de façade, sérigraphie sur panneaux métalliques, Bernard Rancillac (1976 ; 52 bis avenue Paul-Vaillant-Couturier, ensemble immobilier ; 48° 47′ 49″ N, 2° 23′ 55″ E)
- Panneaux en métal émaillé, Heidi Wood (2010 ; 102 avenue Anatole-France ; 48° 48′ 27″ N, 2° 24′ 16″ E)
- peintures murales, Yasse Tabuchi (1974 ; 4 allée Arsène-Gravier, ensemble immobilier ; 48° 47′ 00″ N, 2° 23′ 35″ E)
- Polyuréthane, Bertrand-Moulin (1978 ; 11 rue Lakanal, collège Lakanal ; 48° 47′ 35″ N, 2° 23′ 01″ E)
- Portée fluide, Hélène Lhote (2006 ; 99 bis avenue Rouget-de-Lisle, crèche Rouget-de-Lisle ; 48° 46′ 47″ N, 2° 23′ 44″ E)
- Relief mural en acier, Ernest Pignon-Ernest (1986 ; 2 avenue Youri-Gagarine, hôtel de ville, salles des mariages ; 48° 47′ 19″ N, 2° 23′ 19″ E)
- Relief mural en céramique, Albine Vernier (1983 ; 33 rue Édouard-Vaillant, crèche ; 48° 48′ 07″ N, 2° 24′ 25″ E)
- Relief en polyester, Luis Tomasello (1982 ; 19 avenue Robespierre, 3 cinés Robespierre ; 48° 47′ 28″ N, 2° 23′ 18″ E)
- Reliefs en métal, François Monnet (1990 ; ensemble immobilier)
- Ventana, Catherine Viollet (2012 ; 90 rue Jules-Lagaisse ; 48° 47′ 54″ N, 2° 22′ 43″ E)

### Mosaïques
Mosaïques, principalement sur les murs d'immeuble :
- La Rencontre de la Lune et du Soleil, Federica Matta (2001 ; cité Balzac ; 48° 46′ 45″ N, 2° 24′ 05″ E)
- Mosaïque, André Fougeron (1968 ; 1 rue Camille-Blanc, groupe scolaire Anton-Makarenko ; 48° 46′ 56″ N, 2° 23′ 53″ E)
- Mosaïque, Luigi Guardigli (1969 ; 12 avenue du Groupe-Manouchian, foyer de travailleurs célibataires ; 48° 47′ 17″ N, 2° 24′ 26″ E)
- Mosaïque, Michèle Katz (1970 ; 2 avenue de la Commune-de-Paris, ensemble immobilier ; 48° 46′ 58″ N, 2° 23′ 35″ E)
- Mosaïque, Ladislas Kijno (1970 ; 6 avenue de la Commune-de-Paris, ensemble immobilier ; 48° 46′ 58″ N, 2° 23′ 33″ E)
- Mosaïque, Alberto Magnelli (1976 ; 15 rue Germain-Defresne, groupe scolaire Jean-Moulin ; 48° 47′ 32″ N, 2° 23′ 26″ E)
- Mosaïque, Édouard Pignon (1970 ; 206 avenue de la Commune-de-Paris, ensemble immobilier)
- Mosaïque, Gustave Singier (1973 ; 27 rue Mario-Capra, ensemble immobilier ; 48° 46′ 59″ N, 2° 23′ 21″ E)
- Mosaïques, Sonia Delaunay (1977 ; 37 rue Ampère, patinoire municipale ; 48° 47′ 02″ N, 2° 23′ 53″ E)

### Peintures murales
Peintures murales, sur pignon d'immeubles ou en intérieur :
- Hommage à Hô Chi Minh, Ladislas Kijno (1970 ; 2 avenue Youri-Gargarine, hôtel de ville, salle civique ; 48° 47′ 19″ N, 2° 23′ 19″ E)
- Marianne, Yvaral (1985 ; 2 avenue Youri-Gargarine, hôtel de ville, salle du conseil municipal ; 48° 47′ 19″ N, 2° 23′ 19″ E)
- Orbite, Norman Dilworth (2010 ; boulevard de Stalingrad ; 48° 47′ 44″ N, 2° 23′ 04″ E)
- Peinture acrylique sur toile marouflée sur mur, Alberto Cont (2001 ; 5 rue Pierre-et-Marie-Curie, Halle des sports François-Rabelais ; 48° 46′ 48″ N, 2° 23′ 35″ E)
- Peinture murale, Corneille (1977 ; 20 rue Édouard-Til, école maternelle Charles-Perrault ; 48° 47′ 26″ N, 2° 23′ 05″ E)
- Peinture murale, Tuan (1973 ; avenue Lucien-Français, bâtiment administratif)
- Peinture murale - polyuréthane, Michel Tyszblat (1973 ; 31/33 rue Camille-Blanc, école maternelle Pauline-Kergomard ; 48° 47′ 09″ N, 2° 23′ 39″ E)
- Peinture murale sur plaques métalliques, Hugh Weiss (1982 ; 23 rue du Bel-Air, magasins et ateliers municipaux ; 48° 46′ 56″ N, 2° 24′ 17″ E)
- Peinture murale, polyuréthane, Claude Bellegarde (1973 ; 24 rue Grétillat, Restaurant municipal ; 48° 46′ 56″ N, 2° 23′ 56″ E)
- Peinture murale, polyuréthane, Philippe Carré (1980 ; 11 rue Lakanal, salle municipale Lakanal ; 48° 47′ 39″ N, 2° 22′ 58″ E)
- Peintures murales, Jean Messagier (1978 ; 94 rue Gabriel-Péri, stade omnisports ; 48° 47′ 19″ N, 2° 24′ 14″ E)
- Peintures murales, Fabio Rieti (1980 ; 34/52 avenue Youri-Gargarine, centre commercial ; 48° 47′ 06″ N, 2° 23′ 31″ E)
- Peintures murales, polyuréthane, Pierre Gastaud et Ladislas Kijno (1975 ; avenue de l'Abbé-Roger-Derry, ensemble immobilier)
- Peintures murales, polyuréthane, Mariano Hernandez (1969 ; 5 avenue du 8-mai-1945, piscine municipale ; 48° 47′ 02″ N, 2° 23′ 59″ E)
- Vers les chimères, Gérard Fromanger (1992 ; 10 rue Désiré-Grannet, groupe scolaire Jean-Jaurès ; 48° 47′ 39″ N, 2° 23′ 52″ E)

### Sculptures
Sculptures :
- L'Arbre de vie, Claude Viseux (1997 ; 2 avenue Youri-Gargarine, hôtel de ville ; 48° 47′ 19″ N, 2° 23′ 19″ E)
- Buste de Frédéric Joliot Curie, Françoise Salmon (1967 ; rue du 18-juin-1940, parc municipal Frédéric-Joliot-Curie ; 48° 47′ 18″ N, 2° 23′ 43″ E)
- Buste d'Irène Joliot Curie, Françoise Salmon (1967 ; passage Pierre-et-Irène-Joliot-Curie)
- Capsulaire f1, Claude Viseux (1999 ; 8 rue Eugène-Henaff, rond-point ; 48° 47′ 39″ N, 2° 24′ 56″ E)
- Les Champions, Serge Guillou (1981 ; 4 avenue du-Colonel-Fabien, complexe sportif Georges-Gosnat ; 48° 46′ 53″ N, 2° 22′ 57″ E)
- Chaufferie avec cheminée, Jean Dubuffet (1970-1996 ; carrefour de la Libération ; 48° 47′ 33″ N, 2° 23′ 13″ E)
- Le Crayon, 6 Bis (2012 ; avenue Henri-Barbusse, square Barbusse ; 48° 47′ 35″ N, 2° 23′ 37″ E)
- Désir-Rêve, Jaume Plensa (2011 ; 110 boulevard de Stalingrad ; 48° 48′ 00″ N, 2° 22′ 50″ E)
- L'Enfant qui marche, Baltasar Lobo (1962 ; 52 rue Charles-Fourrier, école maternelle Eva-salmon ; 48° 48′ 10″ N, 2° 24′ 22″ E)
- La Femme enceinte, Richard Di Rosa (1995 ; 12 rue du 18-juin-1940, école maternelle Joliot-Curie ; 48° 47′ 24″ N, 2° 23′ 43″ E)
- Femme médiévale, Camille Otero (1978 ; 12 rue du Général-De-Gaulle, place publique ; 48° 47′ 37″ N, 2° 23′ 34″ E)
- Le Fond des eaux, Léonardo Delfino (1973 ; 1 rue de Meissen, parc public ; 48° 47′ 18″ N, 2° 23′ 16″ E)
- Grande lacération, Pierluca (1973 ; 120 rue Camille-Groult, résidence de l'Espace ; 48° 47′ 11″ N, 2° 23′ 30″ E)
- La Grande Sauterelle, Caroline Lee (1979 ; 117 rue Balzac, école maternelle Anatole-France ; 48° 46′ 39″ N, 2° 24′ 03″ E)
- Hommage à Gérard Philippe, Christian Jaccard (1994 ; 19 rue Gérard-Philippe ; 48° 46′ 29″ N, 2° 22′ 38″ E)
- L'Homme anthropométrique, Roy Adzak (1982 ; 7 bis rue du Montebello, ensemble immobilier ; 48° 47′ 30″ N, 2° 23′ 37″ E)
- L'Homme qui marche, Michel Guino (1979 ; 30 rue de la Petite-Saussaie, centre commercial ; 48° 47′ 06″ N, 2° 23′ 17″ E)
- Horloge Biologique, Pierre Székely (1998 ; 1/4 square de l'horloge, ensemble immobilier ; 48° 47′ 37″ N, 2° 23′ 23″ E)
- La Joie de vivre, Denis Pondruel (2012 ; jonction avenue Rouget-de-Lisle et rue Henri-Matisse ; 48° 46′ 46″ N, 2° 23′ 38″ E)
- L'Oracle de Delphes, Irmgard Sigg (1989, haut relief ; 72 avenue Danielle-Casanova, collège Danielle-Casanova ; 48° 47′ 30″ N, 2° 23′ 43″ E)
- La Précarité de la Paix, Jean Lamore (2001 ; 1 bis rue Verte)
- Relief en laiton martelé, Boyan (1967, bas-relief ; 99 rue Louise-Aglaé-Cretté, groupe scolaire Henri-Wallon ; 48° 47′ 55″ N, 2° 23′ 37″ E)
- Sculpture en acier corten, Costa Coulentianos (1971 ; 17 avenue Henri-Barbusse, ensemble immobilier ; 48° 47′ 33″ N, 2° 23′ 32″ E)
- Sculpture en acier corten, Francesco Marino Di Teana (1973 ; 34 rue Jules-Ferry, lycée technique Jean-Macé ; 48° 48′ 07″ N, 2° 24′ 01″ E)
- Sculpture en acier inoxydable, Louis Chavignier (1976 ; 2 rue des Carrières, lycée d'enseignement professionnel des Carrières ; 48° 47′ 59″ N, 2° 23′ 35″ E)
- Sculpture en acier inoxydable, Albert Féraud (1974 ; 11 rue Balzac, groupe scolaire Anatole-France ; 48° 46′ 44″ N, 2° 24′ 00″ E)
- Sculpture en acier inoxydable, Radivoj Knez (1973 ; 8 avenue Lucien-Français, résidence de la Tour)
- Sculpture en acier inoxydable, Claude Viseux (1971 ; 15 avenue Henri-Barbusse, ensemble immobilier ; 48° 47′ 32″ N, 2° 23′ 33″ E)
- Sculpture en acier inoxydable et tôle laquée, Monique Arradon (1981 ; 12 rue du Château, crèche ; 48° 47′ 31″ N, 2° 23′ 32″ E)
- Sculpture en acier peint, Louis Chavignier (1971 ; 20 rue Carpeaux, collège Gustave-Monod ; 48° 47′ 19″ N, 2° 22′ 53″ E)
- Sculpture en acier peint, Philippe Hiquily (1982 ; 4 avenue du-Colonel-Fabien, complexe sportif Georges-Gosnat ; 48° 46′ 53″ N, 2° 23′ 00″ E)
- Sculpture en béton, Ervin Patkaï (1970 ; 3 rue de Burnley, groupe scolaire Paul-Éluard ; 48° 47′ 13″ N, 2° 23′ 18″ E)
- Sculpture en béton coloré, Charles Semser (1980 ; 12 rue de la Petite-Saussaie, école maternelle Petite-Saussaie ; 48° 47′ 09″ N, 2° 23′ 28″ E)
- Sculpture en bois, Fumio Otani (1971 ; 64 rue Louise-Aglaé-Cretté, foyer de personnes âgées ; 48° 47′ 50″ N, 2° 23′ 41″ E)
- Sculpture en bois, José Subirà-Puig (1979 ; 10 avenue Youri-Gargarine, gendarmerie ; 48° 47′ 14″ N, 2° 23′ 24″ E)
- Sculpture en briques et grès émaillé, Klaus Schultze (1971 ; 63 rue Pasteur, foyer de personnes âgées Justin-Delbos ; 48° 48′ 08″ N, 2° 24′ 20″ E)
- Sculpture en bronze, Victor Roman (1995 ; 31/37 avenue du Colonel-Fabien, ensemble immobilier ; 48° 47′ 00″ N, 2° 22′ 43″ E)
- Sculpture en céramique, Kim Hamisky (1983 ; voie Paul-Gauguin, ensemble immobilier ; 48° 47′ 07″ N, 2° 22′ 45″ E)
- Sculpture en céramique, Daniel Pontoreau (1983 ; 1 rue Germain-Defresne, square Audigeois ; 48° 47′ 29″ N, 2° 23′ 30″ E)
- Sculpture en céramique polychrome, Roland Brice (1967 ; 31/37 avenue du Colonel-Fabien, ensemble immobilier ; 48° 46′ 57″ N, 2° 22′ 47″ E)
- Sculpture en céramique polychrome, Roland Brice (1970 ; 30 impasse André-Kommer, groupe scolaire Eugénie-Cotton ; 48° 46′ 58″ N, 2° 22′ 38″ E)
- Sculpture en granit, Marta Pan (1977 ; 40/62 avenue du Général-Malleret-Joinville, ensemble de bureaux et entrepôts ; 48° 46′ 36″ N, 2° 24′ 23″ E)
- Sculpture en granit, Alicia Penalba (1969 ; 113 rue Camille-Groult, ensemble immobilier ; 48° 47′ 11″ N, 2° 23′ 40″ E)
- Sculpture en maçonnerie colorée, Jean Amado (1974 ; 47/49 rue Marie-Sorin-Defresne, ensemble immobilier ; 48° 47′ 54″ N, 2° 23′ 01″ E)
- Sculpture en pierre, Karl-Jean Longuet (1972 ; 9 avenue de la Commune-de-Paris, groupe scolaire Jules-Verne ; 48° 46′ 56″ N, 2° 23′ 30″ E)
- Sculpture en pierre calcaire, Robert Fachard (1973 ; 1 bis avenue du-8-mai-1945, bureau de poste Petit Vitry ; 48° 47′ 05″ N, 2° 23′ 59″ E)
- Sculpture en pierre calcaire, Laurent Touchard (1978 ; 66 avenue Anatole-France, immeuble de bureaux ; 48° 48′ 17″ N, 2° 24′ 19″ E)
- Sculpture en résine colorée, Federica Matta (2004 ; 16-18 rue Matisse ; 48° 46′ 41″ N, 2° 23′ 42″ E)
- Sculpture en travertin et granit, Gaetano Di Martino (1986 ; 75 avenue du Général-Malleret-de-Joinville, nouveau cimetière communal ; 48° 46′ 37″ N, 2° 24′ 20″ E)
- Sculpture/fontaine - verre et acier, Bernard Lallemand (1990 ; place Saint-Just ; 48° 47′ 23″ N, 2° 23′ 21″ E)
- Sculptures en pierre calcaire, Patricia Diska (1972 ; impasse Joliot-Curie, parc Frédéric-Joliot-Curie ; 48° 47′ 18″ N, 2° 23′ 43″ E)
- Sculptures en polyester, Jean-Jules Chasse-Pot (1980 ; 61 rue Audran, collège Jean-Perrin ; 48° 47′ 45″ N, 2° 22′ 48″ E)
- Sculpture en briques, Jack Vanarsky (1981 ; 10/18 rue Mario-Capra, ensemble immobilier ; 48° 47′ 02″ N, 2° 23′ 29″ E)
- Synclinal n°7, Jean-Gabriel Coignet (1992 ; 22 rue Charles-Fourier, complexe sportif du Port-à-l'Anglais ; 48° 48′ 10″ N, 2° 24′ 28″ E)
- Le Traineau, Điềm Phùng Thị (1971 ; 91 rue Jules-Lagaisse, groupe scolaire Marcel-Cachin ; 48° 47′ 50″ N, 2° 22′ 47″ E)
- Triangle Austral, Geneviève Claisse (1989 ; 32 avenue de Choisy, garage municipal ; 48° 46′ 55″ N, 2° 24′ 09″ E)
- Les Trois Âges de la vie, Michael Grossert (1975 ; 12 rue Grétillat, foyer de personnes âgées ; 48° 46′ 57″ N, 2° 24′ 03″ E)
- Volume peint en béton, Yvon Taillandier (1983 ; 97 rue Balzac, complexe sportif Balzac ; 48° 46′ 37″ N, 2° 24′ 02″ E)

### Divers
- Grilles, portes, etc. :
  - Grille en fer forgé, Pierre Gaucher (1998 ; 30 rue Camélinat, résidence Camélinat ; 48° 47′ 24″ N, 2° 22′ 37″ E)
  - Grille et Portail en métal laqué, Anne Rochette (2009 ; boulevard de Stalingrad, résidence Henri-Laborit)
  - Portail, Éléments métalliques peints, Ruth Francken (1976 ; 47 rue Balzac, collège Jules-Vallès ; 48° 46′ 31″ N, 2° 24′ 07″ E)
  - Porte d'entrée en bois peint, Ira Bernardini (1981 ; 52 rue Charles-Fourier, école maternelle Eva-Salmon ; 48° 48′ 11″ N, 2° 24′ 22″ E)

- Installations :
  - L'Albatros survolant l'île Lincoln, Édouard Sautai (2011, installation ; 9-11 avenue de la Commune-de-Paris, école Jules-Verne ; 48° 46′ 56″ N, 2° 23′ 28″ E)
  - Films imprimés sur baie vitrée, Erick Derac (2009, installation sur baie vitrée ; 128 voie Georges-Carré ; 48° 46′ 23″ N, 2° 22′ 44″ E)
  - Films imprimés sur baie vitrée, Erick Derac (2010, installation sur baie vitrée ; 5 rue Cuvier, maison médicalisée ; 48° 47′ 53″ N, 2° 23′ 20″ E)
  - Films imprimés sur baie vitrée, Guillaume Lemarchal (2009, installation sur baie vitrée ; 27 rue de la Baignade ; 48° 48′ 29″ N, 2° 24′ 16″ E)
  - Le Lion d'or, Dominique Bailly (2012, installation paysagère ; 103 rue Berlioz ; 48° 47′ 40″ N, 2° 22′ 29″ E)
  - Logo, Guillaume Millet (2009, installation ; 34 avenue Youri-Gagarine ; 48° 47′ 05″ N, 2° 23′ 32″ E)
  - Néon et films imprimées sur baies vitrées, Yann Kersalé (2005, installation lumineuse ; 71 rue Camille-Groult, écoles municipales artistiques ; 48° 47′ 15″ N, 2° 23′ 52″ E)
  - Siloscope, Lab(au) (2012, installation lumineuse ; quai Jules-Guesde)
  - Tubes acier et néon, Piotr Kowalski (1974, installation lumineuse ; 1 place Jean-Vilar, théâtre Jean-Vilar ; 48° 47′ 19″ N, 2° 23′ 25″ E)
  - Une nébuleuse, Béatrice Casadesus (2009, installation au sol ; 21/29 rue de la Concorde, école maternelle Louise-Michel ; 48° 47′ 58″ N, 2° 23′ 06″ E)

- Autres :
  - Photographie, Stéphane Couturier (2008, photographie ; 81/83 rue Camille-Groult, hôtel des impôts ; 48° 47′ 14″ N, 2° 23′ 48″ E)
  - Série de 8 vitraux, Valerio Adami (1985, vitrail ; 2 avenue Youri-Gargarine, hôtel de ville, hall d'entrée ; 48° 47′ 19″ N, 2° 23′ 19″ E)